# فراء الثعلب الأحمر
فراء الثعلب الأحمر هو جُزء من فراء مسوّد الجلد للثعلب الأحمر التي لديها شريط داكن طويل في ظهرها، يتقاطع شريط آخر لتشكيل صليب على الأكتا. تميل إلى أن تكون أكثر وفرة في المناطق الشمالية من كندا،  وهي أكثر ندرة من الشكل الأحمر الشائع، ولكنها أكثر شيوعًا من الثعلب الفضي الأكثر قتامة.
يتميز هذا الفراء بلونه المتراوح ما بين البني المحمر والأحمر الصدئ كما يوجد نمط فضيّ لهذه الحيوانات، ويستخدم فرو الثعلب الفضي حاليا لصناعة الأطواق، اللفائف، والأوشحة، بينما يستخدم فراء الثعلب الأحمر للزركشة وتلبيس المعاطف الداخلي.